# محمدباقر ادیب
سید محمد باقر ادیب سیاست‌مدار و مدیر ارشد اجرایی ایرانی بود، که در دوره دوم مجلس شورای ملی به عنوان نماینده خرمشهر از استان خوزستان در مجلس شورای ملی حضور داشت و در نهم اردیبهشت ۱۲۸۹ با تصویب اعتبارنامه اش وارد مجلس شد.